# 베리예프 Be-12

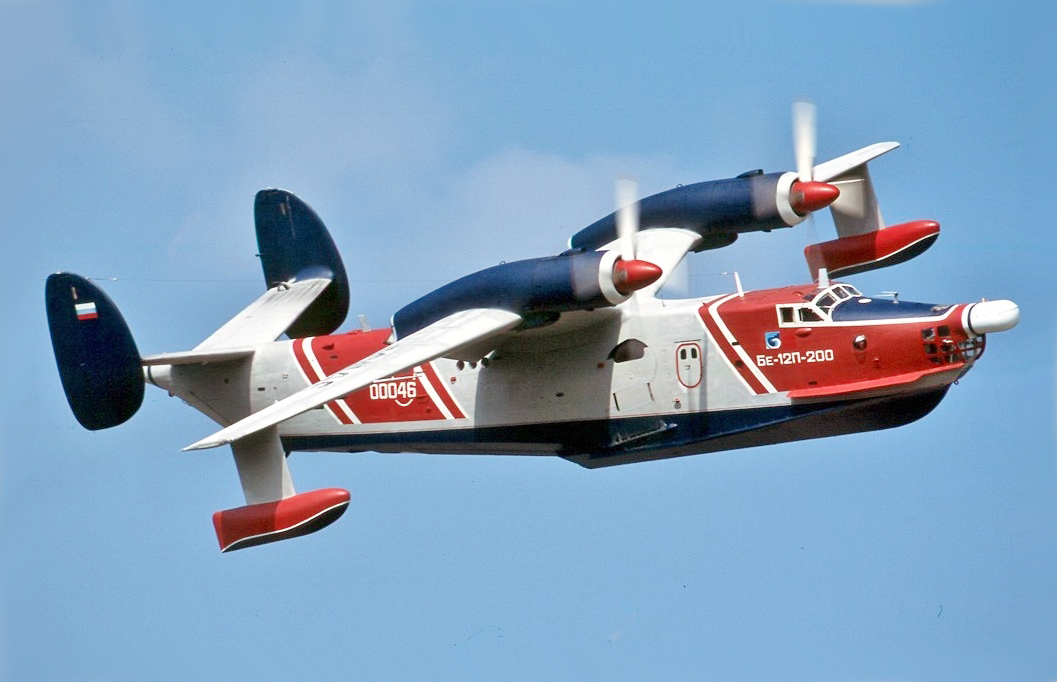
겔렌지크에서의 Be-12P-200 모습 (2004년 9월)

베리예프 Be-12 차이카(러시아어: Бериева Бе-12 Чайка, 로마자 표기: Chayka, lit. 'Seagull', NATO 보고명: Mail)는 1950년대 대잠수함 및 해상 순찰용으로 설계된 소련의 터보프롭 추진 수륙양용기이다.

## 설계 및 개발
베리예프 Be-12는 베리예프 Be-6 비행정의 후속기로서 대잠수함 및 해상 순찰 폭격기 역할을 주로 수행했다. Be-6의 기원을 추적하더라도 Be-12는 구형 항공기의 갈매기 날개와 쌍둥이 타원형 꼬리날개 구성보다 조금 더 많은 것을 물려받았다. Be-12에는 터보프롭 엔진이 탑재되어 Be-6에 비해 속도와 항속거리가 향상되었다. Be-12에는 또한 접이식 착륙 장치가 있어 일반 육상 활주로와 물 위에 착륙할 수 있었다.
Be-12는 1960년 10월 18일 타간로크 비행장에서 처음 비행했으며, 투시노 비행장에서 열린 1961년 소련 항공의 날 축제에서 처음 공개되었다. 총 150대의 항공기가 다양한 변형으로 생산되었으며 1973년에 생산이 종료되었다.

## 사양 (B2-12)

### 일반적 특성
- 승무원: 4
- 길이: 30.11m(98피트 9인치)
- 날개 폭: 29.84m(97피트 11인치)
- 높이: 7.94m(26피트 1인치)
- 날개 면적: 99m2(1,070평방피트)
- 공차 중량: 24,000kg(52,911lb)
- 총중량: 29,500kg(65,036lb)
- 최대 이륙 중량: 36,000kg(79,366lb)
- 동력 장치: 2 × Ivchenko Progress AI-20D 터보프롭 엔진, 각 3,964 kW (5,316 hp)
- 프로펠러: 4날 정속 프로펠러

### 성능
- 최대 속도: 530km/h(330mph, 290kn)
- 범위: 3,300km(2,100마일, 1,800nmi)
- 서비스 천장: 8,000m(26,000피트)
- 날개 하중: 298kg/m2(61lb/sq ft)
- 출력/질량: 0.260kW/kg(0.158hp/lb)